# 25–37 Castle Street (Dumfries)

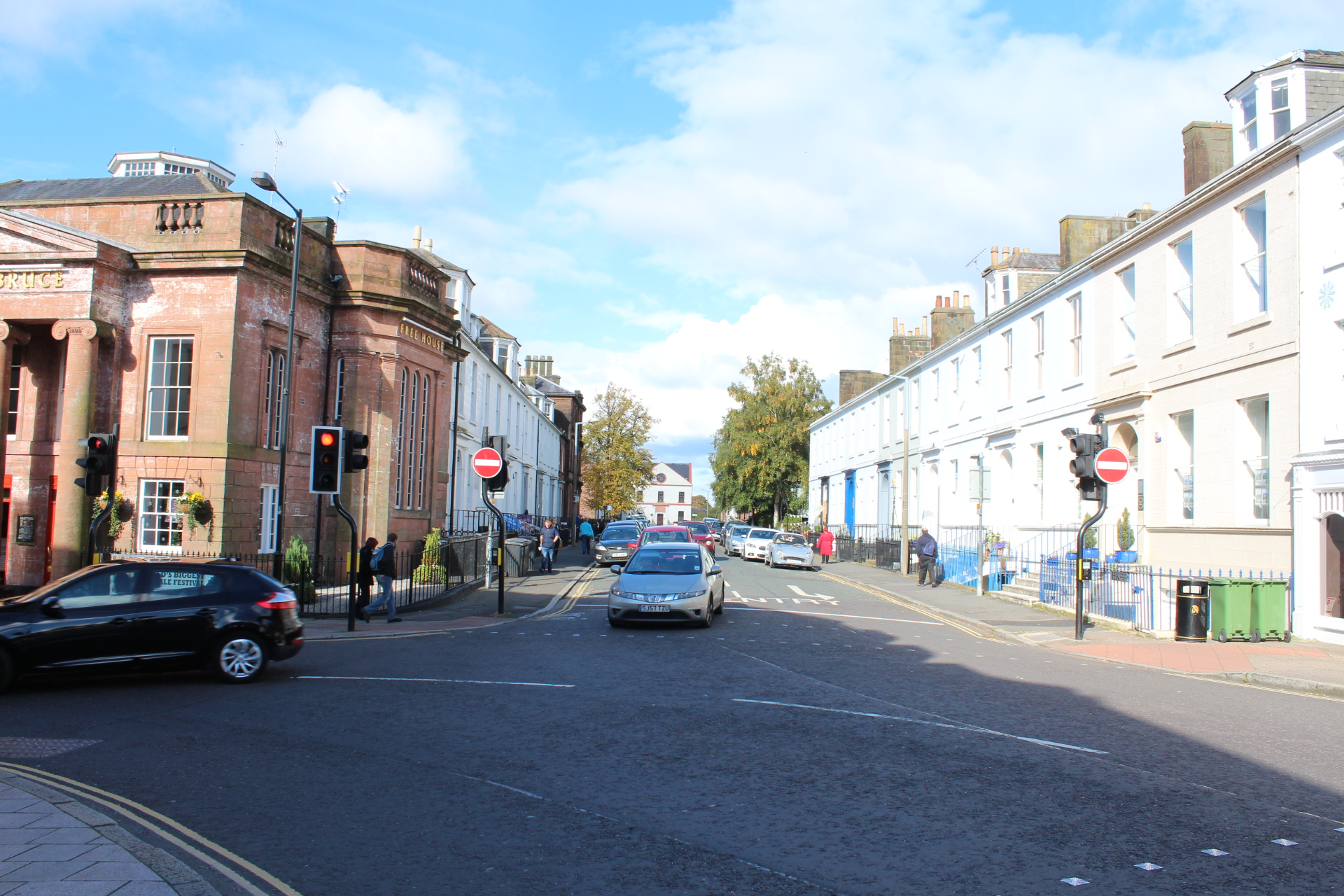
25–37 Castle Street erstreckt sich entlang der linken Straßenseite

Unter der Adresse 25–37 Castle Street in der schottischen Stadt Dumfries in der Council Area Dumfries and Galloway befindet sich eine Reihe von Wohngebäuden. 1961 wurden sie als Einzelwerk in die schottischen Denkmallisten in der höchsten Denkmalkategorie A aufgenommen. Des Weiteren bilden sie zusammen mit verschiedenen umliegenden Bauwerken ein Denkmalensemble der Kategorie A.

## Geschichte
Architektonisch weist der Straßenzug Ähnlichkeiten mit der Forth Street in Edinburgh auf. Wie in dieser wurden die Gebäude wahrscheinlich von dem schottischen Architekten Robert Burn 1806 entworfen. Sie entstanden jedoch wahrscheinlich erst nach Burns Tod 1815. So sind die Hausnummern 25 und 27 auf einer Karte aus dem Jahre 1819 verzeichnet. Die weiteren Gebäude entstanden im Wesentlichen in den 1820er Jahren. William Scott, der als Arzt im städtischen Krankenhaus tätig war und dem die erste Operation unter Vollnarkose zugeschrieben wird, lebte möglicherweise in Haus Nummer 27.

## Beschreibung
Die Hausnummern 25 bis 37 sind weitgehend identisch aufgebaut. Es handelt sich um zweistöckige Gebäude mit ausgebauten Dachgeschossen, die sich in geschlossener Bauweise entlang der Südseite der Castle Street ziehen. Mit Ausnahme von Haus Nummer 33, das drei Achsen weit ist, sind die nordostexponierten Frontseiten zwei Achsen weit. Die Eingangstüren befinden sich links und sind über kurze Vortreppen mit gusseisernen Geländern zugänglich. Die Eingangsbereiche sind mit Rundbögen und halbrunden Kämpferfenstern gestaltet. Flankierende Pilaster tragen schlichte Gesimse. Entlang der verputzten Fassaden verläuft ein schlichtes Gurtgesims. Aus den schiefergedeckten Satteldächern treten polygonal abschließende Gauben hervor.